# Apol·lònia d'Il·líria
Apol·lònia (grec antic: Ἀπολλωνία, llatí: Apollonia) era una ciutat d'Il·líria, a uns 20 km de la costa i a menys de 5 km de la riba dreta del riu Aous (actual Viosa).
Va ser fundada per colons de Corint i de Còrcira, després del 700 aC amb el nom de Gilacea (Γυλάκεια), nom derivat del seu dirigent, l'heroi Gílax, segons Tucídides i els Iambes al Rei Nicomedes.
Es va convertir en una colònia pròspera, però que rarament apareix a la història. Era una ciutat independent i va assolir certa importància, va passar després a mans dels romans. Durant la Segona guerra civil romana entre Juli Cèsar i Pompeu era una ciutat fortificada amb una important ciutadella, i la seva possessió va ser de gran rellevància per Cèsar durant la campanya de Grècia. Abans de l'Imperi era un famós centre d'estudis literaris i filosòfics on els romans enviaven els seus fills a estudiar, i el mateix August hi va passar mig any abans de ser convocat a Roma per la mort del seu oncle, segons diu Suetoni. Ciceró l'anomena en aquest període urbs magna et gravis. Aristòtil la posa com exemple de societat on els ciutadans lliures dominen els no lliures. El geògraf Hièrocles la menciona encara al segle vi, però els autors de l'edat mitjana no en parlen. Estava situada al començament o era una de les primeres ciutats de la Via Egnàcia.
En queden poques restes (muralles i dos temples) però a la vora hi ha un monestir que guarda algunes escultures trobades a la rodalia.